# Вільковиці (Нижньосілезьке воєводство)
Вільковиці (пол. Wilkowice) — село в Польщі, у гміні Журавіна Вроцлавського повіту Нижньосілезького воєводства.
Населення — 70 осіб (2011).
У 1975-1998 роках село належало до Вроцлавського воєводства.

## Демографія
Демографічна структура станом на 31 березня 2011 року:
|          | Загалом | Допрацездатний вік | Працездатний вік | Постпрацездатний вік |
| -------- | ------- | ------------------ | ---------------- | -------------------- |
| Чоловіки | 32      | 4                  | 22               | 6                    |
| Жінки    | 38      | 10                 | 22               | 6                    |
| Разом    | 70      | 14                 | 44               | 12                   |